# Duh, sila, snov
Duh, sila, snov (nemško Geist, Kraft, Stoff) je knjižni prvenec in temeljno delo baronice Adelme von Vay, doma iz Slovenskih Konjic. Knjiga je izšla leta 1870 na Dunaju, nastala pa naj bi s pomočjo medialnega pisanja, tj. neodvisno od avtoričinega zavednega vpliva in svobodne volje. Izvirnik je bil razprodan takoj po izidu in je kmalu postal priljubljeno čtivo med ezoteričnimi in okultnimi krogi. V nemškem jeziku je doživela že devet izdaj, v angleškem dve, v slovenščini pa je prvič izšla leta 2011 pri  založbi KUD Logos.

## Vsebina
V knjigi obravnava t. i. Duhovni princip, Boga, ki zaobjema v sebi najvišjo potenco, najvišji um in inteligenco, kakor tudi najvišjo silo, ki leži v Njegovi neomejeni volji in vibracijah, najvišjo potenco snovi, ki je prasvetloba. Iz tega trojega, duha, sile, prasvetlobe, izhaja vse prek zgostitev in preobrazb, ki jih imenujemo stvaritve. Od najmanjših prašnih delcev pa vse do najvišjega duha je vse duh, sila in snov; ti so zatorej v svojih učinkih eno.
Iz Duha se prek postopnega depotenciranja oblikujejo nižje ravni vesolja, vse dokler ne pride do nastanka sveta, v katerem živimo zdaj; ker je manifestni svet najnižja depotenca Duha, pomeni tudi točko obrata, od koder se začenja proces vnovičnega potenciranja, prek katerega se bo človek postopoma poduhovil in se povrnil v izvorno stanje. Kako je treba razumeti pojma potence in depotence, pojasnjuje primerjava s homeopatskim zdravilstvom, ki deluje po naslednjem principu: večja kot je potenca oziroma razredčitev neke substance v zdravilu, manj je v njej prisotna informacija o dejanski snovi in - paradoksalno - toliko močneje zdravilo učinkuje. Z drugimi besedami: razmerje med močjo zdravila in prisotnostjo določene substance v njem je obratno sorazmerno. Po istem načelu je treba razumeti tudi ontološko hierarhijo vesolja: višja kot je stopnja potence sveta, manj je v njej snovne razsežnosti in večja je njena duhovna realnost, in seveda vice versa.
Osnovno sporočilo, ki ga želi Adelma posredovati v knjigi Duh, sila, snov, je potemtakem mogoče strniti v spoznanje, da je duhovna razsežnost izvor vsega bivajočega in počelo materialnega sveta, iz katere vse izhaja in se ob koncu vanjo znova vrača. Ta temeljni princip, ki izpričuje sorodnost z drugimi ezoteričnimi tradicijami, preveva celotno Adelmino misel in je ključen za razumevanje posameznih aspektov njenega dela.

## Paranormalne okoliščine nastanka knjige
Nastajanja knjige Duh, sila, snov se Adelma pozneje spominja v svojih dnevniških zapiskih, kjer v zvezi s tem pravi: »In če samo pomislim, kako mi je bilo vse to dano! Stara sem bila 26 let,  niti Biblije še nisem natančno prebrala, nobenega znanja nisem imela o kakršnem koli filozofskem, kaj šele kabalističnem delu. Kabala, Pitagora, Sokrat, Platon, Ennemoser, vsa mistična dela so mi bila neznana. Takrat sem bila zelo nežna in trpeča. Sedela sem na postelji, pred sabo sem imela mizico in vse dopoldneve sem morala medianimično pisati, popolnoma mehansko, o napisanem nisem imela niti najmanjše predstave, moja roka pa je kar tako drsela s svinčnikom čez papir. Moj mož je sedel zraven mene, neprestano šilil svinčnike in mi potiskal nove liste papirja. Nastajali so trikotni liki, seštevki, računi, in se seštevali, vse mehansko, ne da bi jaz pri tem sploh lahko razmišljala, tako hitro je potekalo vse, dokler ni moja roka utrujena in izčrpana obstala. Po pisanju sem zmeraj občutila veliko lakoto, vstala sem, se skopala in si privoščila krepko kosilo z bordojskim vinom, vse po ukazu duhov. Kar sem tako – medianimično – napisala, je bilo zapisano v nenavadni vijugasti, za druge težko berljivi pisavi; da bi jo pripravila za tisk, sem napisano potem narekovala svojemu možu, kar je vzelo dvakrat toliko in še več časa. V 30 dneh je bila knjiga, takšna kot je, napisana do konca. Svetu smo jo predali popolnoma brez sprememb, natanko takšno, kot smo jo prejeli«.  
Kmalu po izidu knjige si je začela Adelma dopisovati s Franzem Hoffmannom (1804–1881), profesorjem filozofije na univerzi v Würzburgu in dobrim prijateljem ter naslednikom znemenitega Franza von Baaderja (1765–1841). V zvezi s tem se Adelma v svojih dnevniških zapiskih spominja: »Prof. Hoffmannu je bilo nedojemljivo, kako sem lahko jaz, leta 1870 še mlado dekle, to knjigo napisala v tako kratkem času brez predpriprav, brez razmišljanja, vključno z liki in zakonom števil. Mislil je, da sem ženska, stara 70 let, vneta študentka kabale, Platona in Eckardtshausena. Ko sem mu nato pisala, da sem stara komaj 30 let in da nisem prebrala še nobenega filozofskega dela, temu skorajda ni mogel verjeti«. V obširni recenziji je Hofmann knjigo Duh, sila, snov označil za razodeto modrost, ki ne izhaja iz Adelme: »Če zdaj vzvišeni nad vsemi dvomi ugotovimo, da ta miselni svet ne izvira iz duha Adelme, potem imamo v teh oznanjenjih pred sabo neko vrsto teozofije ali filozofije iz onstranskega sveta duhov, in kar koli že o tem sodimo, temu spisu ne moremo oporekati globine, veličine, kako na določenih mestih pritegne, čistosti izražanja ter dostojne jedrnatosti jezika, pa četudi je simbolika števil človeškemu razumu nerazumljiva«.  Vse skupaj je Hoffmann občudujoče komentiral z besedami: »Nemogoče si je predstavljati, da je ta veličastna koncepcija o stvarjenju sveta nastala v glavi neke ženske!« 
Adelmina koncepcija sveta v knjigi Duh, sila, snov je izjemno ambiciozen miselni projekt, ki na osnovi konsekventno izpeljanih načel, podprtih z razvejanim zakonom števil in simboliko likov, v celovito shemo poveže Boga, vesolje in človeka. Že samo zaradi drznosti tega podjetja si Adelma zasluži posebno mesto v zgodovini filozofije in ezoterike na Slovenskem.